# Dan Whitesides
Dan Whitesides, född 7 juli 1980, är en amerikansk trummis. Han är sedan 2007 trummis i det amerikanska rockbandet The Used, där han ersatte Branden Steineckert. Han började spela trummor när han var 14 år och har tidigare även varit medlem i bandet New Transit Direction.